# صالح القرة غولي
صالح عبد الكريم محمد القرة غولي (1933 - 2003) هو فنان تشكيلي عراقي، يعتبر احد رواد الفن التشكيلي في الستينيات الذي انفرد عن اقرانه من النحاتين من جيله أمثال إسماعيل فتاح الترك ومحمد غني، من حيث صيغ التعبير كالخامات أو التعبير الرمزي.

## حياته
ولد صالح القرة غولي في بغداد عام 1933، أكمل دراسته فيها، وتخرج من قسم النحت في معهد الفنون الجميلة ببغداد عام 1951، حصل على شهادة الماجستير في النحت من باريس عام 1960، عُين مدرساً لفن النحت في معهد الفنون الجميلة (سابقًا)، ورئيس قسم النحت في كلية الفنون الجميلة بجامعة بغداد، حضر العديد من المهرجانات والمؤتمرات الفنية عربية وعالمية.

## عضوية ومناصب
- عضو مؤسس في نقابة الفنانين العراقيين.
- عضو في اتحاد الفنانين التشكيليين العرب.

## روابط خارجية
- صالح القره غولي عراقي لا يشبه أحدا ولا يشبهه أحد